# Roger Beuchat
Roger Beuchat (Court, 2 de enero de 1972) es un antiguo ciclista suizo ya retirado. Debutó en 1998 con el equipo Post Swiss Team.

## Palmarés
2000
- 3º en el Campeonato de Suiza en Ruta
- 1 etapa del Tour de Poitou-Charentes
- 1 etapa del Tour de Hesse

2001
- Tour de Jura

2002
- 2º en el Campeonato de Suiza en Ruta

2003
- 2º en el Campeonato de Suiza en Ruta

2009
- Tour de Corea
- Tour de Jura

## Resultados en Grandes Vueltas y Campeonatos del Mundo
| Carrera         | Carrera         | 1998  | 1999 | 2000 | 2001 | 2002 | 2003  | 2004 | 2005  | 2006 | 2007 | 2008 | 2009 | 2010 | 2011 |
| --------------- | --------------- | ----- | ---- | ---- | ---- | ---- | ----- | ---- | ----- | ---- | ---- | ---- | ---- | ---- | ---- |
|                 | Giro de Italia  | —     | —    | —    | —    | —    | —     | —    | —     | —    | —    | —    | —    | —    | —    |
|                 | Tour de Francia | —     | —    | —    | —    | —    | —     | —    | —     | —    | —    | —    | —    | —    | —    |
|                 | Vuelta a España | 100.º | —    | —    | —    | —    | —     | —    | —     | —    | —    | —    | —    | —    | —    |
| Mundial en Ruta | Mundial en Ruta | —     | —    | Ab.  | —    | 64.º | 108.º | 38.º | 106.º | —    | —    | —    | —    | —    | —    |

—: no participa

Ab.: abandono